# Veľké Ripňany
Veľké Ripňany (in ungherese Nagyrépény) è un comune della Slovacchia facente parte del distretto di Topoľčany, nella regione di Nitra.